# Eustress
Eustress è un termine coniato dall'endocrinologo Hans Selye. La parola eustress si compone di due parti: il prefisso eu- deriva dal greco e si traduce come "bene" o "buono"; collegato alla parola stress significa letteralmente "stress buono".
L'eustress è stato studiato da Richard Lazarus  ed è stato definito come la risposta cognitiva positiva al sovraffaticamento. È una reazione sana, e dà una sensazione di appagamento o altri sentimenti positivi. Selye ha creato questo termine come un sottogruppo dello stress, per differenziarne l'ampia varietà di fattori e manifestazioni.
L'eustress non è definito dal tipo di stress che lo genera, ma da come lo si percepisce (ad esempio la differenza tra la reazione a un pericolo e quella a una sfida positiva). Questa risposta positiva può dipendere dai propri sentimenti attuali, da quanto è desiderabile il risultato, dal luogo in cui ci si trova e dalla tempistica del fattore di stress. Rispondere ad un fattore di stress con un senso di vitalità, speranza o vigore può essere un potenziale indicatore di eustress.
L'eustress è stato anche positivamente correlato con l'avere una vita soddisfacente e un buon grado di benessere.